# Claude Mathieu de Gardane
Claude Mathieu de Gardane (Marseille, 11. srpnja 1766. − Lincel, 30. siječnja 1818.), francuski diplomat i konjički general za vrijeme Francuske revolucije i Napoleonovih pohoda.
Istaknuo se kao satnik u bitkama protiv habsburške vojske u sjevernoj Italiji nakon čega ga je J. V. M. Moreau promaknuo u brigadnog generala. Nastavio je napredovati u karijeri i početkom 1800-ih godina postao je jednim od vodećih diplomata, a 1807. godine povjerena mu je misija sklapanja saveza s Iranom protiv Rusije. Posredništvom Gardanea i Jauberta, u travnju 1807. godine Napoleon i iranski veleposlanik M. M. R. Kazvini u palači Finckenstein (Istočna Pruska) sklopili su sporazum o savezništvu, no postao je ništavan svega dva mjeseca kasnije kada je Napoleon sklopio mirovni sporazum s ruskim carem Aleksandrom I. U prosincu iste godine Gardane je vodio misiju u Teheran u cilju postizanja novog saveza protiv Britanije odnosno zajedničke invazije na Indiju, no iranski dvor nije bio sklon takvim idejama. Međutim, Fateh Ali-šah pristao je izbaciti sve Britance iz zemlje i gospodarski pogodovati Francuzima. Nakon pada Napoleonovog režima Gardane se povukao iz političke službe i umro je u Lincelu 30. siječnja 1818. godine.

## Poveznice
- Pierre Amédée Jaubert
- Francusko-iranski savez